# Brach
För andra betydelser, se Brach (olika betydelser).
Brach är en kommun i departementet Gironde i regionen Nouvelle-Aquitaine i sydvästra Frankrike. Kommunen ligger i kantonen Castelnau-de-Médoc som tillhör arrondissementet Lesparre-Médoc. År 2022 hade Brach 881 invånare.

## Befolkningsutveckling
Antalet invånare i kommunen Brach
Referens:INSEE